# Бобылёв, Владимир Сергеевич
Владимир Сергеевич Бобылёв (1926—?) — красноармеец Рабоче-крестьянской Красной Армии, участник Великой Отечественной войны, Герой Советского Союза (1945), указ о награждении отменён в 1969 году.

## Биография
Родился в 1926 году в Сосновском зерносовхозе Азовского района Омской области. 10 января 1944 года был призван на службу в Рабоче-крестьянскую Красную армию Азовским районным военным комиссариатом Омской области. С 20 июня 1944 года — на фронтах Великой Отечественной войны.
Летом 1944 года попал в приданную 2-й гвардейской стрелковой дивизии 11-го гвардейского стрелкового корпуса 83-ю отдельную штрафную роту 2-й гвардейской армии, направленной из Резерва Ставки на 1-й Прибалтийский фронт. Участник Шяуляйской операции. 16 августа 1944 года, во время боёв в Рассейняйском уезде Литовской ССР, рота была контратакована немецкими войсками при поддержке танков. Согласно донесению командира штрафной роты и наградному листу, подписанному командиром 6-м гвардейским стрелковым полком 2-й гвардейской стрелковой дивизии, стрелок Бобылёв с криком «Нет, гад, не пройдёшь!» со связкой шести гранат бросился под танк и подорвал его. После окончания боя Бобылёв был признан погибшим и представлен к званию Героя Советского Союза посмертно. Указом Президиума Верховного Совета СССР от 24 марта 1945 года красноармеец Владимир Бобылёв был удостоен высокого звания Героя Советского Союза с вручением ордена Ленина и медали «Золотая Звезда».
Однако, после войны обнаружился Владимир Сергеевич Бобылёв с теми же годом и местом рождения, который не погиб, а попал в немецкий плен. По окончании войны он был освобождён, прошёл проверки в фильтрационном лагере в Германии, вернулся домой.
5 ноября 1969 года указ о присвоении звания Героя Советского Союза Бобылёву был отменён «в связи с необоснованным представлением».
Как участник войны, в 1972 году Владимир Сергеевич Бобылёв был награждён медалью «За боевые заслуги», а в 1985 году был награждён юбилейным Орденом Отечественной войны II степени.